# Halaš
Olaš odnosno Halaš  (mađ. Kiskunhalas) je grad u jugoistočnoj Mađarskoj.
Prostire se na 227,58 km četvornih.

## Ime
Olaš je nekada bio okružen jezerima bogatim ribom (mađ. halas), a s obzirom na to da se nalazi u području Male Kumanije (mađ. Kiskunság), odatle i "kiskun" u nazivu. Hrvatsko ime je nastalo sprezanjem mađarskog imena radi lakšeg izgovora hrvatskim govornicima.

## Zemljopisni položaj
Nalazi se u regiji Južni Alföld, na 46°25'55" sjeverne zemljopisne širine i 19°29'18" istočne zemljopisne dužine, 130 km od Budimpešte.

## Upravna organizacija
Upravno je sjedište olaške mikroregije u Bačko-kiškunskoj županiji. Poštanski broj je 6400.

## Promet
Halaš se nalazi na željezničkoj prometnici, a u središtu Halaša se nalazi željeznička postaja.

## Povijest
Povijesnih tragova ima sve do 800-tih. U Olašu i okolici se našlo brojne arheološke artefakte koji su danas izloženi u muzeju János Thorma. 
Nekoliko je sela postojalo u ovom kraju od 895.
Prvi pisani dokumenti koji spominju Halas datiraju iz 1347. Nakon 1596. grad je izgubio dosta stanovnika. U 16. i 17. stoljeću je Olaš dobro primio protestantsku reformaciju. Olaš je do 1754. bio središtem cijele regije, a onda je uslijedio pad jer je izgubio svoja prava zbog potpore njegovih građana protestantskom kršćanstvu.
Rimokatolička crkva je sagrađena 1770., a nova prezbiterijanska 1823. Do 1910. je broj stanovnika dosegao 25 tisuća.

## Stanovništvo
U Olašu živi 29.528 stanovnika (2005.). 

### Poznate osobe
- Zsolt Daczi, mađarski rock, hard rock i heavy metal gitarist (1969. – 2007.)

## Šport
Olaš je rodni grad Ágnes Szávay, najviše rangirane mađarske tenisačice, osvajačice WTA naslova 2007. (svojevremeno i 20. na ljestvici). 

## Gradovi prijatelji
- Kanjiža
- Kronach
- Nowy Sącz
- Sfântu Gheorghe